# Groupement aérien sénégalais
Le Groupement Aérien Sénégalais est une unité de l'Armée de l'air ayant pour mission d'assurer le transport du président de la République et des autorités gouvernementales.
L'unité est basée à Dakar. Sa base principale est l'aéroport international Léopold-Sédar-Senghor.

## Historique
En 1963, trois ans après son indépendance, le gouvernement du Sénégal acquiert un Douglas C-47. L'appareil est exploité jusqu'en 1972 puis reversé dans le transport tactique pour trois années supplémentaires. En 1966, le gouvernement rachète un Lockheed Constellation auprès d'Air France baptisé Flèche des Almadies. L'appareil, déjà vieillissant, est exploité seulement quelques années jusqu'en 1973. En 1971, le gouvernement rachète un Sud-Aviation Caravelle, toujours auprès de la compagnie française. Il garde le même nom et la même immatriculation que son prédécesseur et est exploité jusqu'en 1984. Il est utilisé ensuite pour l'instruction au sol à Dakar. 
De 1976 à 2012, le groupement exploite un Boeing 727 baptisé Pointe de Sangomar. Il est  modernisé au début des années 2000. En 2007, l'appareil est contraint à un atterrissage d'urgence en Espagne après le bris d'une vitre du cockpit. Depuis cet incident, le président Abdoulaye Wade loue régulièrement des avions pour ses voyages à l'étranger. Cet appareil avait auparavant été utilisé par les présidents Léopold Sédar Senghor et Abdou Diouf. En mars 2011, le Groupement obtient un Airbus A319, baptisé Pointe Sarène, auprès du gouvernement français (escadron de transport 60) pour la somme de 32 millions d'euros. Il est exploité jusqu'en 2021 avant d'être retiré du service à cause de coûts d'exploitation jugés trop élevés.
Depuis 2021, le Groupement Aérien exploite un Airbus A320neo, baptisé Langue de Barbarie, commandé auprès de l'avionneur européen en juin 2019 et réceptionné en juillet 2021.

## Galerie

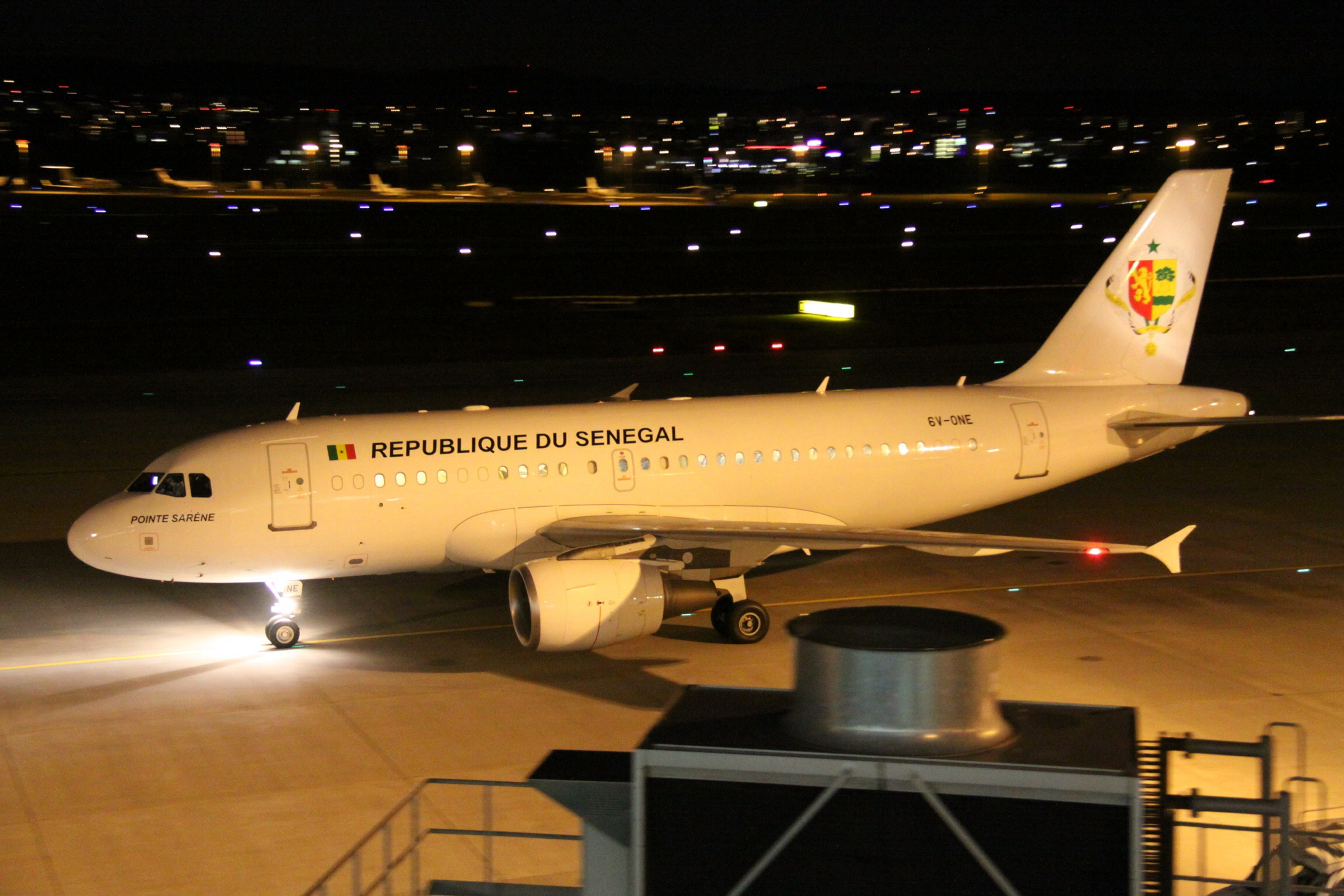
A319, Pointe Sarène, exploité de 2011 à 2021.
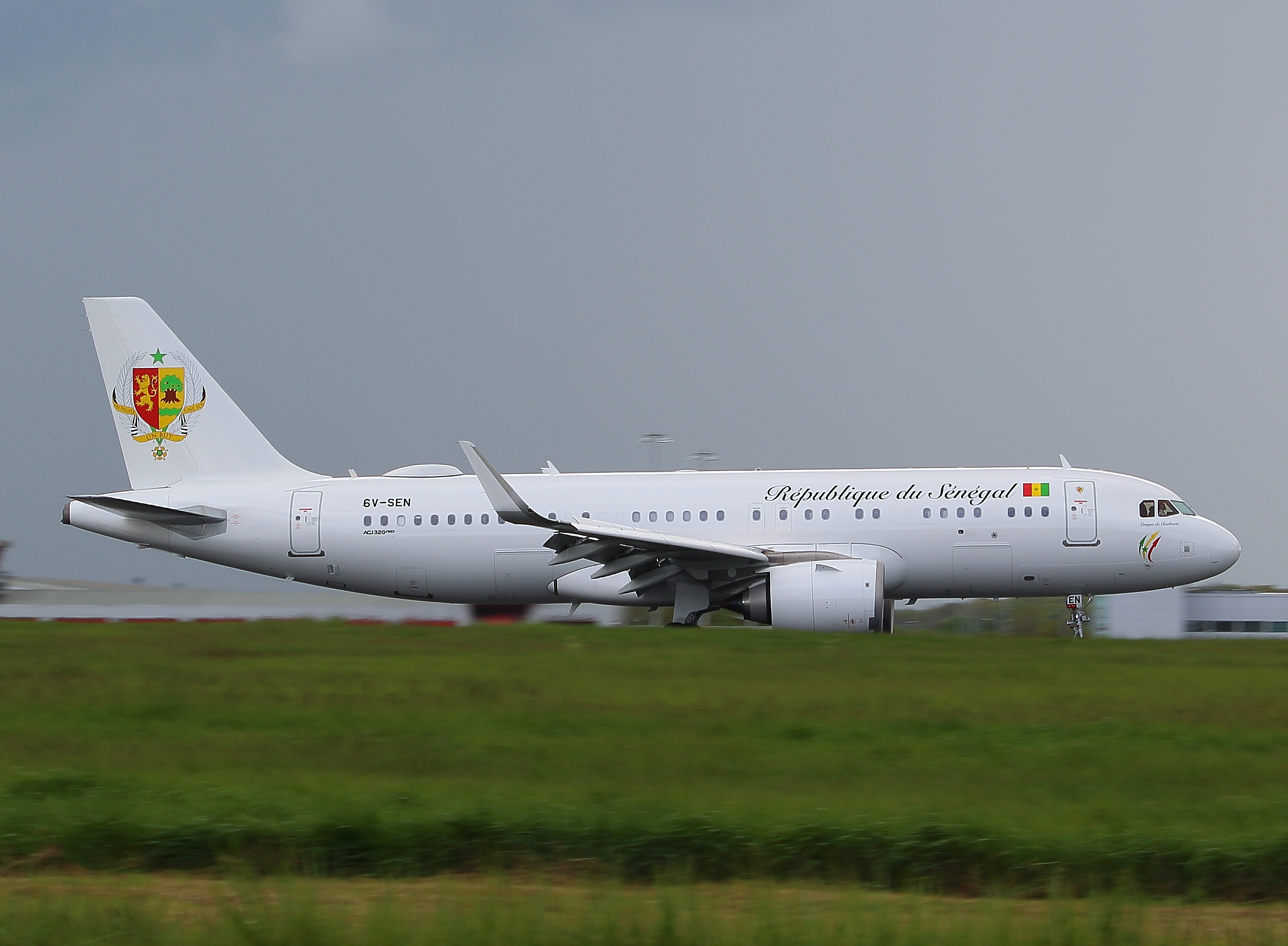
A320neo, Langue de Barbarie, exploité depuis 2021.

## Flotte

### Aéronef en service
| Aéronef         | Origine          | Nombre | Version     | Immatriculation | Période       | Nom                  |
| --------------- | ---------------- | ------ | ----------- | --------------- | ------------- | -------------------- |
| Airbus A320neo0 | Union européenne | 1      | 0ACJ320neo0 | 6V-SEN          | 0Depuis 20210 | 0Langue de Barbarie0 |

### Aéronefs retirés du service
| Aéronef                 | Origine          | Nombre | Version       | Immatriculation | Période     | Nom                  |
| ----------------------- | ---------------- | ------ | ------------- | --------------- | ----------- | -------------------- |
| Airbus A319             | Union européenne | 1      | ACJ319        | 6V-ONE          | 02011-20210 | Pointe Sarène        |
| Boeing 727              | États-Unis       | 1      | 0Super 27-RE0 | 6V-AEF          | 1976-2012   | 0Pointe de Sangomar0 |
| Sud-Aviation Caravelle  | France           | 1      | III           | 6V-AAR          | 1971-1984   | Flèche des Almadies  |
| Lockheed Constellation0 | États-Unis       | 1      | L-749A        | 6V-AAR          | 1966-1973   | Flèche des Almadies  |
| Douglas DC-3            | États-Unis       | 1      | C-47B         | 6V-AAE          | 1963-1972   | N / A                |